# 菅龍一
菅 龍一（すが りゅういち、1933年 - ）は、日本の劇作家、児童文学作家、教育評論家。香川県高松市生まれ。

## 来歴
少年時代を山陰の禅寺で過ごす。
京都大学理学部物理学科卒業。32年間神奈川県立定時制高等学校教諭を務め退職。和光大学講師。1964年『女の勤行』で第10回岸田國士戯曲賞受賞。1982年『善財童子ものがたり』で第29回産経児童出版文化賞受賞。

## 著書
- 『教育の原型を求めて』朝日新聞社 1973
- 『生徒とともに能力主義をこえて』昌平社 1975
- 『親であることの意味』文化出版局 よつば新書 1980
- 『善財童子ものがたり』全3巻　偕成社 1981
- 『こどもの心が見えるとき 親と教師の存在証明』柏書房 1984
- 『親とたたかう』筑摩書房 ちくま少年図書館 1985
- 『おじいさんの手』鈴木恵子さし絵 太郎次郎社 1986
- 『父親40歳からの出発 子とともに成長する』ダイヤモンド社 1987
- 『子どもが心を開くとき 私の体験的教育実践論』一ツ橋書房 1993
- 『子どもの愛し方』教育史料出版会 1994
- 『若者たちの居場所 創作戯曲にみる現代青年像』晩成書房 1995

### 共著
- 『教師ひとりひとりの生きざまを』共著 昌平社 1976

## 注
1. ↑  『善財童子ものがたり』著者紹介